# Kaproning
Kaproning er (modsat motionsroning) en form for roning, hvor man træner op til regattaer, mesterskaber osv. Hvis det er på nogenlunde højt plan plejer hver båd at have en personlig træner, mens der også kan være en træner om flere hold/både.

## Mesterskaber
Kaproning er en olympisk sportsgren. Til OL, VM og andre mesterskaber/stævner på højt plan roes der altid 2000 meter. Der afholdes VM i august/september hvert år.
For landsholdsroere er sæsonens første mål som regel World Cuppen, der er en regattaserie på 3 regattaer der afholdes med 3 ugers mellemrum i forsommeren. World cuppen holdes – ligesom VM og OL – forskellige steder hver gang, dog som regel med den 3. afdeling placeret i schweiziske Luzern. Der er desuden tradition for at den første World Cup holdes i den by som skal arrangere VM året efter.
World Cuppen vindes ved at indsamle point. En sejr giver 8 point, mens en 2. plads giver 6 point, en 3. plads 5 point og så fremdeles ned til 7. pladsen der giver 1 point. Vinderen af den samlede World Cup er det land der har flest point efter den 3. afdeling. World Cuppen arrangeres af det internationale roforbund FISA (Fédération Internationale des Sociétés d’Aviron)
Udover World Cuppen afholder FISA også EM og VM, der begge er placeret i sensommeren. Her er VM det primære mål for landsholdene, mens EM som regel afgøres mellem de sekundære landsholdsroere der ikke kvalificerede sig til VM. Der er dog undtagelser til dette, som i 2010 hvor VM først afholdes i november da det er geografisk placeret på New Zealand på den sydlige halvkugle, og EM derfor fungerer som "opvarmningsregatta" for de europæiske landshold inden VM.

### Bådtyper og vægtklasser
Til VM konkurreres i følgende bådtyper:
- Bådtyper med to årer pr. roer (scullere):
  - Singlesculler (1x)
  - Dobbeltsculler (2x)
  - Dobbeltfirer (4x)

- Bådtyper med én åre pr. roer:
  - Toer (2-/2+)
  - Firer (4-/4+)
  - Otter (8+)

- Andre bådtyper

Gig, en lidt bredere outrigger, der både kan have en eller to årer pr. roer. En gig var tidligere skibschefens båd i sømilitære sammenhænge.
Desuden findes to vægtklasser:
- Letvægt:
  - Mænd: Genmmesnitlig maks 70 kg pr. person (ingen over 72,5 kg)
  - Kvinder: Genmmesnitlig maks 57 kg pr. person (ingen over 59 kg)
- Den åbne klasse:
  - Alle må stille op uanset vægt.

## Rekorder
Danmark klarer sig traditionelt bedst i letvægtsklasserne, hvor især "Guldfireren" har gjort det godt. Danmark har verdensrekorden for letvægts dobbeltsculler (sat af Mads Rasmussen og Rasmus Quist Hansen i 2007) og i letvægts firer (sat af "Guldfireren" med Thomas Ebert, Thomas Poulsen, Eskild Ebbesen og Victor Feddersen i 1999).

## Fodnoter
1. ↑  "Officielle verdensrekoder". Arkiveret fra originalen 13. maj 2008. Hentet 18. maj 2008.